# لخبة صوفية
اللخبة الصوفية (الاسم العلمي:Livistona lanuginosa) هي نوع من النباتات تتبع جنس اللخب من الفصيلة الفوفلية.